# WASP-17b

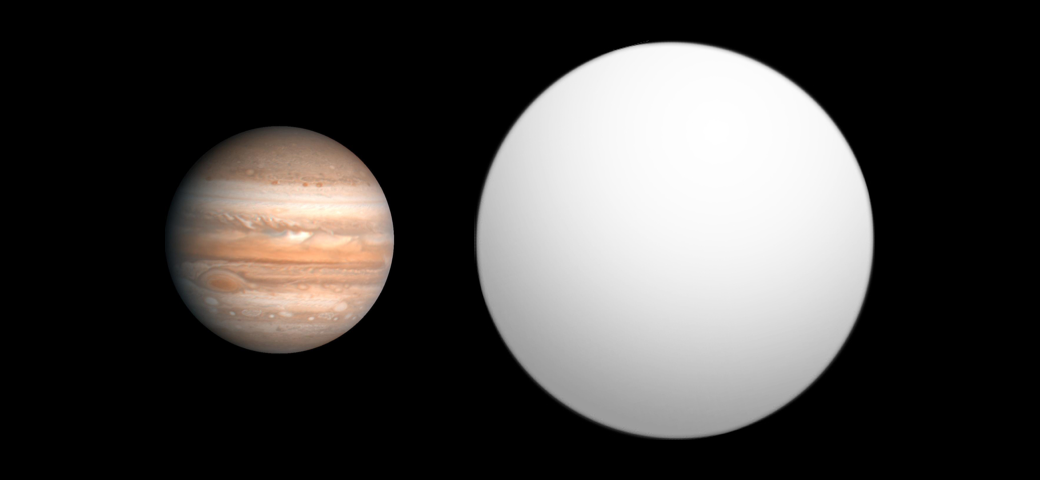
Porovnání WASP-17b s Jupiterem

WASP-17b je exoplaneta  v souhvězdí Štíra, která obíhá kolem hvězdy WASP-17. Její objev byl oznámen 11. srpna 2009. Jedná se o první objevenou planetu s retrográdní dráhou, což znamená, že obíhá ve směru proti rotaci své hostitelské hvězdy. Tento objev zpochybnil tradiční teorii vzniku planet. Z hlediska průměru je WASP-17b jednou z největších objevených exoplanet a s hmotností poloviny Jupiteru se stala nejobjemnější planetou známou v roce 2010. Dne 3. prosince 2013 vědci pracující s Hubbleovým vesmírným dalekohledem oznámili, že v atmosféře exoplanety objevili vodu.
WASP-17b nese název Ditsö̀. Jméno bylo vybráno v rámci kampaně NameExoWorlds, které bylo svěřeno  Kostarice při příležitosti 100. výročí založení Mezinárodní astronomické unie. Ditsö̀ je jméno, které dal bůh Sibö̀, stvořitel Země a lidstva prvním Bribrijcům (indiánský kmen  Kostariky) v talamanské mytologii.

## Objev
Tým vědců pod vedením Davida Andersona z Univerzity v Keele v anglickém hrabství Staffordshire objevil plynného obra, který je od Země vzdálen přibližně 1 000 světelných let (310 parseků), pozorováním jeho přechodu přes hostitelskou hvězdu WASP-17. Fotometrická pozorování rovněž odhalila velikost planety. Objev byl učiněn pomocí soustavy dalekohledů na Jihoafrické astronomické observatoři. Díky zapojení konsorcia univerzit SuperWASP (Wide Angle Search for Planets) dostala exoplaneta jako sedmnáctá dosud objevená touto skupinou své současné jméno.
Astronomové na ženevské observatoři pak mohli pomocí charakteristických rudých a modrých posuvů ve spektru hostitelské hvězdy, jejichž radiální rychlost se v průběhu oběhu planety měnila, změřit hmotnost planety a získat údaj o její výstřednosti. Pečlivé zkoumání dopplerovských posunů během tranzitů jim také umožnilo určit směr oběhu planety vzhledem k rotaci její mateřské hvězdy prostřednictvím Rossiterova-McLaughlinova jevu.

## Oběžná dráha
Předpokládá se, že WASP-17b má retrográdní dráhu (s předpokládaným sklonem dráhy vůči hvězdné rotační ose asi 149°,), což by z ní činilo první objevenou planetu s takovýmto oběžným pohybem. Byla nalezena měřením Rossiterova-McLaughlinova efektu planety na dopplerovský signál hvězdy při jejím tranzitu, při němž se podle toho, která z polokoulí hvězdy se otáčí k Zemi nebo od Země, projeví mírný modrý nebo červený posuv, který je tranzitující planetou tlumen. Vědci si zatím nejsou jisti, proč planeta obíhá opačně, než se hvězda otáčí. Mezi teorie patří gravitační manévr, který je důsledkem blízké srážky s jinou planetou, nebo zásah menšího tělesa podobného planetě, které působí na postupnou změnu dráhy WASP-17b tím, že ji naklání pomocí Kozaiova mechanismu. Měření spinového orbitálního úhlu bylo v roce 2012 aktualizováno na -148,7 +7.7
-6.7 °.

## Fyzikální vlastnosti
WASP-17b má poloměr 1,5 až 2krát větší než Jupiter a přibližně poloviční hmotnost. Jeho průměrná hustota se tedy pohybuje mezi 0,08 a 0,19 g/cm3, v porovnání s Jupiterem 1,326 g/cm3 a hustotou Země 5,515 g/cm3 (hustota vody je 1 g/cm3). Předpokládá se, že neobvykle nízká hustota je důsledkem kombinace excentricity oběžné dráhy planety a její blízkosti k mateřské hvězdě (která je menší než jedna sedmina vzdálenosti Merkuru od Slunce), což vede ke slapovým ohybům a zahřívání jejího nitra. Stejný mechanismus stojí za intenzivní vulkanickou činností Jupiterova měsíce Io. WASP-39b má podobně nízkou odhadovanou hustotu.
Exoplanetární sodík byl v atmosféře exoplanety WASP-17 detekován v roce 2018, ale do roku 2021 nebyl potvrzen. Místo toho byly zjištěny spektrální čáry, oxidu hlinitého (AlO) a hydridu titanu (TiH). V roce 2022 byla potvrzena signatura vody a absorpce oxidu uhličitého.

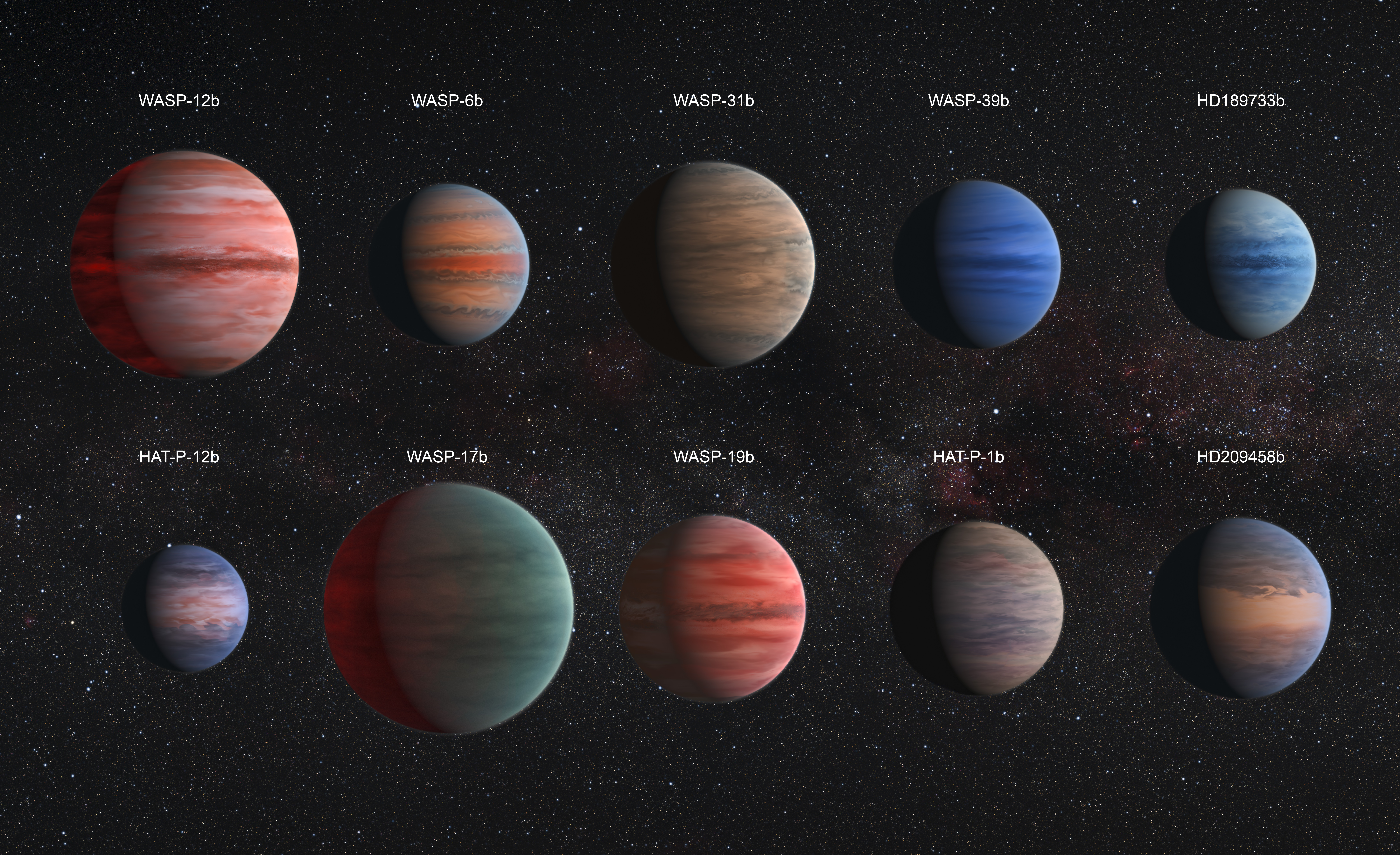
Zleva nahoru a zprava dolů: WASP-12b, WASP-6b, WASP-31b, WASP-39b, HD 189733 b, HAT-P-12b, WASP-17b, WASP-19b, HAT-P-1b a HD 209458 b